# Werner Scheibner
Werner Hermann Bernhard Scheibner (* 23. April 1899 in Steinheim (Westfalen); † 23. Juni 1999 ebendort) war ein deutscher Politiker (NSDAP).

## Leben und Wirken
In seiner Jugend besuchte Scheibner die Volksschule und das Gymnasium in Höxter an der Weser. Später wurde er an der Kunstgewerbeschule und an der Kunstakademie in Kassel ausgebildet. Ab 1917 nahm er als Fahnenjunker beim Infanterie-Regiment 135 am Ersten Weltkrieg teil, in dem er mit dem Eisernen Kreuz II. Klasse ausgezeichnet wurde.
Nach einigen Volontärjahren in verschiedenen Gärtnereien absolvierte Scheibner einen Kursus auf dem landwirtschaftlichen Versuchsgut Siemens und Schuckert. Danach übernahm er die Leitung des Versuchsguts Hohenhof bei Hagen in Westfalen. Später machte Scheibner sich als Besitzer eines Gärtnereibetriebes in Wuppertal-Barmen selbständig.
Als Mitglied der NSDAP saß Scheibner von Juli bis November 1932 als Abgeordneter für den Wahlkreis 22 (Düsseldorf-Ost) im Reichstag.
Im Adressbuch für Barmen von 1930 ist Scheibner als „Kunstmaler & Gartenbaubetrieb“ in der Dorotheenstraße 30 verzeichnet. Im Adressbuch von 1934 ist er mit der Adresse Landheim 8 verzeichnet. 1936 ist er nicht mehr verzeichnet.
In den späteren Jahren des NS-Regimes machte Scheibner Karriere beim Reichsarbeitsdienst (RAD): 1941 wurde er Leiter des RAD für ganz Mähren und im März 1942 wurde er zum Oberstarbeitsführer befördert. 1940 hatte er bereits das Kriegsverdienstkreuz mit Schwertern erhalten.